# Трубный зов
«Трубный Зов» («The Trumpet Call») — первая христианская рок-группа в мире на русском языке.
Альбом ленинградской группы «Трубный Зов» был записан подпольно в 1982 году в СССР и распространялся на коротких волнах западными радиостанциями, вещавшими на русском языке на СССР в 1983 году.
Певец и музыкант Валерий Баринов (автор песен, ритм-гитара, вокал) и Сергей Тимохин (бас-гитара) были активными членами ленинградской баптистской церкви. Они привлекли в группу ленинградца Сергея Надводского (клавиши), эстонцев Мати Кивистика (соло-гитара), Райво Таммоя (барабаны) и Уно Лоориса (звукорежиссёр).
Альбом фактически был проповедью Евангелия Иисуса Христа (во многих странах к 1983 году это была обычная практика в рок-музыке), положенной на рок-музыку.
Валерий Баринов и Сергей Тимохин в 1982 году послали свой альбом в Кремль и написали «Открытое обращение советскому правительству» с просьбой разрешить публичное выступление их христианской рок-группе в СССР.
Баринов и Тимохин послали свой магнитоальбом в подарок президенту США, выдающемуся баптистскому проповеднику из США Билли Грэму, премьер-министру Великобритании и другим людям.
Поэт, эссеист и музыкальный критик Александр Кушнир впоследствии включил рассказ о «Трубном Зове» в свою книгу «100 магнитоальбомов советского рока».
В 1984 году власти стали открыто преследовать членов группы «Трубный Зов». После задержания по статье 83-й УК РСФСР, якобы за попытку перейти границу с Финляндией или с Норвегией, руководителей «Трубного Зова» посадили в «Кресты» — тюрьму Управления Комитета госбезопасности по Ленинграду и Ленинградской области. Музыкантов Валерия Баринова и Сергея Тимохина год содержали в тюрьме на Литейном проспекте, а потом отправили на север в разные зоны.
На Западе быстро стало известно об их аресте. Такие международные организации как «Международная амнистия», «Open Doors», радиостанции Би-Би-Си (BBC), «Голос Америки» («Voice of America»), Радио «Свобода» и другие были вовлечены в освобождение музыкальных проповедников христианcкой рок-группы «Трубный Зов».
Только в 2011 году группа «Трубный Зов» получила официальное признание от «Евангельской Музыкальной Ассоциации» (ЕМА). Пастора Сергея Тимохина пригласили выступить с его новой церковной группой в Москве, где ему вручили грамоту «За вклад в развитие христианской музыкальной культуры», копию которой Сергей переправил Валерию Баринову в Лондон.

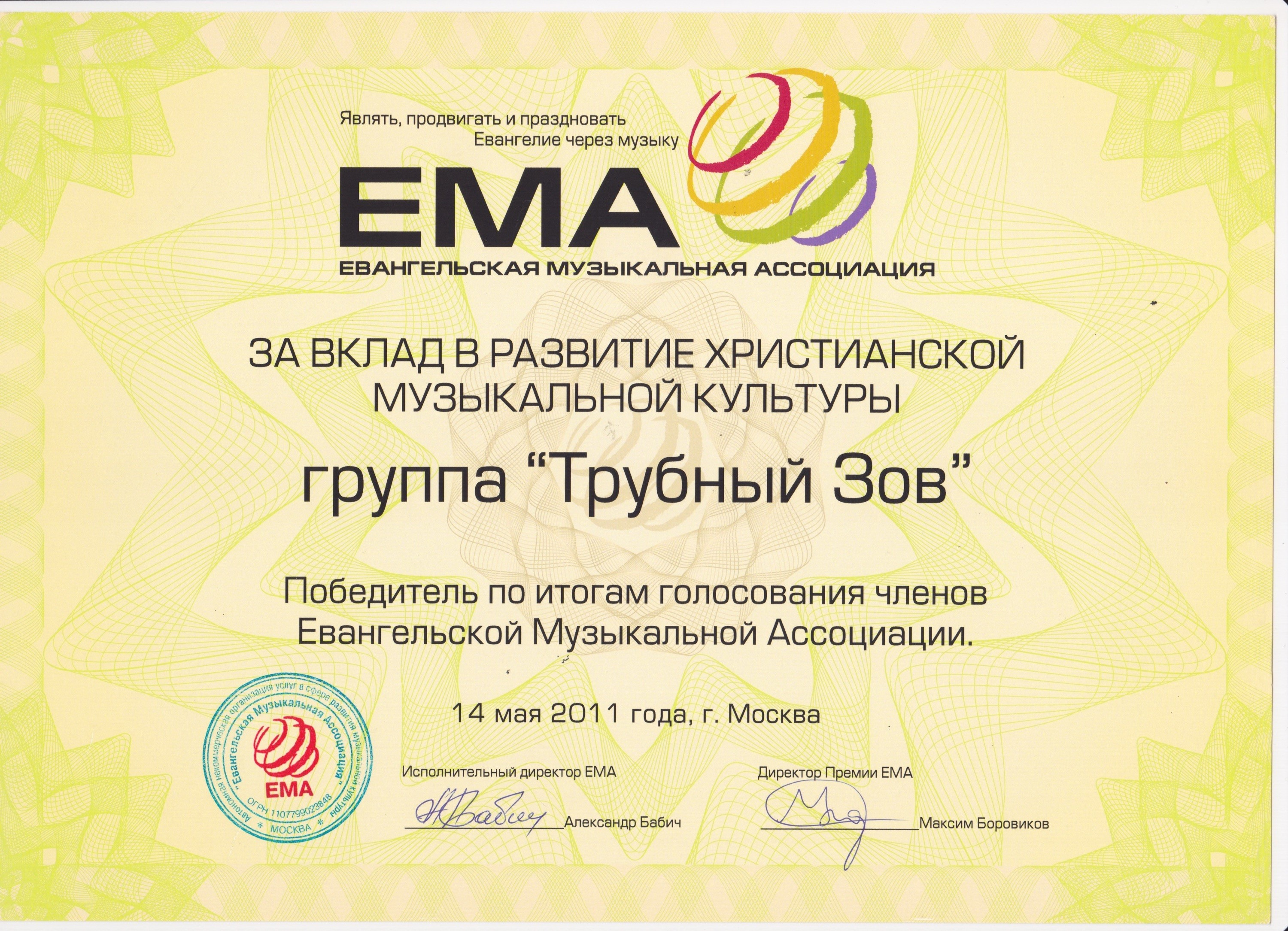
ЕМА грамота Трубному Зову

## Начало
В 1973 году Валерий Баринов становится верующим. В условиях, когда христианские церкви и общины находились под пристальным вниманием советских спецслужб, члены религиозных организаций подвергались преследованиям и давлению «со стороны общества» (так тогда называлась травля со стороны КГБ, нередко включавшая и клеветнические статьи шельмующего характера в советских газетах, всё это выдавалось за «возмущение советского общества»), а проповедь Евангелия была запрещена, у истинных евангелистов был свой молитвенный дом.
В. Баринов ведёт активный поиск людей для распространения Благой вести. Будучи музыкантом, он смело экспериментирует, создавая «комбинированные композиции» путём наложения текстов религиозного содержания на мелодии популярных в то время западных рок-групп, или наоборот — пишет музыку на стихи с философским смыслом, размышлениями о Боге.
Со временем, он использует рок-музыку для популяризации христианских ценностей. По свидетельству самого Баринова, это был ответ на его молитвы: «Господь чётко направил меня: „Действуй в рок-музыке“. Это самый эффективный метод воздействия на молодёжь». Его песни и проповеди не содержали абсолютно ничего антисоветского, не призывали к свержению существуещего общественного строя.
Вскоре Баринов знакомится с бас-гитаристом Сергеем Тимохиным. Несмотря на значительную разницу в возрасте (Баринов был на одиннадцать лет старше Тимохина) их объединяют вера, музыкальные предпочтения и идея создания христианской рок-группы. Позднее к ним присоединяется клавишник Сергей Надводский. В этом составе группа начинает первые репетиции. Название, заимствованное из библейских пророчеств, отражало основную миссию готовящегося проекта и, по словам Баринова, было принято по вдохновению от Бога:
«Господь подсказал мне название группы и направил меня в том, чтобы дать миру несколько „трубных зовов“».

## Расцвет

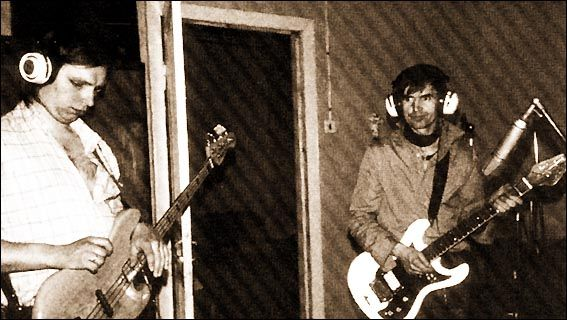
Музыканты во время записи альбома

### Запись альбома
Бо́льшая часть записывающего оборудования была подпольно привезена в Эстонию из соседней Финляндии и хранилась в подвале таллинской церкви Олевисте. Однако записывать альбом в Таллине не представлялось возможным.
В это время Баринов знакомится с эстонскими музыкантами — барабанщиком Райво Тамойя (R.Tammoja) и гитаристом Мати Кивистиком (M. Kivistik), они присоединяются к репетициям, которые проходят в заброшенном доме в посёлке Петрославянка под Ленинградом. В этом составе группа работает над альбомом до зимы 1982 года, когда к музыкантам присоединяется звукооператор Уно Лоорис. Именно благодаря его связям удаётся перевезти аппаратуру для записи на хутор Алавере (Эстония). Хутор насчитывал всего два дома, которые пустовали до наступления тепла, и находился весьма далеко, что обеспечивало безопасность, но в то же время очень осложняло быт музыкантов — продуктами приходилось запасаться на много дней вперёд, добираться было непросто. «Мы не сидели на хуторе безвылазно, а ездили туда из Ленинграда раз, наверное, пятьдесят, — вспоминает Тимохин. — Для этого мне приходилось активно заниматься швейным бизнесом — доставать импортный материал, шить из него джинсы и куртки, чтобы на вырученные средства группа могла совершать вояжи в Эстонию».
В студии записываются инструментальные «болванки» и версия вокала на английском.
К этому моменту обстановка в Эстонии становится всё менее благоприятной, усиливаются преследования христиан, предпринимавших публичные выступления, имеют место локальные погромы подпольных студий и типографий (их к 1983 году насчитывались десятки).
Когда английская версия альбома была записана, аппаратуру потребовали вернуть обратно в церковь. Однако в планы Баринова входила также и запись альбома на русском языке. Поставленный в жёсткие временные рамки Баринов записывает русскую версию вокала на готовую инструментальную фонограмму. По его мнению, спешка сказалась на качестве, в результате чего русский вариант уступает английскому. Альбом доделывался в Таллине, причём в нескольких местах.

### Арест и заключение в тюрьму
После выхода альбома на Баринова и Тимохина начались гонения со стороны государства (КГБ). Каждого неоднократно незаконно задерживали и допрашивали, под разными предлогами. С первой демо-публикации (1980) до выхода альбома по радиостанциям (1982) гонения переросли в травлю, включая заказные клеветнические шельмующие музыкантов статьи в советской прессе, телепередачи и др. Баринов и Тимохин неоднократно обращались в местные и международные правоохранительные органы с жалобами, но, как они выражались, всё шло к «прокурору Корзинкину», имея в виду, что все их жалобы попадают в мусорную корзину КГБ.
Музыканты обратились в Ленинградский ОВИР, чтобы их отпустили на Запад, раз здесь в СССР их «гонят». Им было отказано, и Баринов принял решение искать возможность выехать из СССР. Ходили слухи, что эстонцы часто переходили границу СССР с Финляндией. Баринов и Тимохин собрались поехать в Мурманскую область, чтобы разведать всё на месте. Баринов и Тимохин были осуждены по статье 83 УК РСФСР («Незаконный выезд за границу и незаконный въезд в СССР») за попытку перехода норвежской границы.

### Критика и признание
Звучание альбома было довольно своеобразным. Некоторые выразительные особенности встретили позднее жёсткой критикой, но именно таково было авторское видение Баринова. Не являясь профессиональным музыкантом, он объяснял свои идеи на уровне настроений и образов, давая остальным участникам группы и звукорежиссёру достаточную свободу творчества, благодаря чему, решения инструментальных партий шагнули далеко за пределы просто музыкального сопровождения. Использование церковных песнопений, звуковых эффектов и призывных речитативов, динамичный темпо-ритм делает альбом не набором песен, а рок-оперой, в которой действие, беря начало в увертюре, стремительно развивается вплоть до самой кульминации. После выхода «Второго пришествия» баптистский братский совет отлучает лидера и идеолога «Трубного Зова» Валерия Баринова от церкви, объясняя это тем, что исполняемая его группой музыка «не угодна Богу».
Признание пришло позднее, когда после падения СССР с Запада хлынули потоки миссионеров, принеся с собой все атрибуты христианской культуры. Многие признавались тогда, что слушали по «Голосу Америки» и тайно перезаписывали «Трубный зов». Более того, в США альбом разошёлся стотысячным тиражом. Музыканты «Трубного Зова» признаются, что во время своих поездок по миру их приветствуют незнакомые люди, которые следили за судьбой участников группы в те годы (1983—1987).

### Трансляция
Осенью 1982 года Баринов предложил направить письмо правительству с тем, чтобы группе разрешили открытую концертную деятельность. Составленное Бариновым письмо носило название «Открытое обращение к Президиуму Верховного Совета СССР». В нём, в частности, говорилось:
«Мы, музыкальная христианская группа „Трубный Зов“, которая основана в городе Ленинграде, перед лицом Всемогущего Бога и перед лицом Его воли просим Вашего официального разрешения открыто выступать с религиозно-музыкальной программой в концертных залах нашей страны. Эту программу мы записывали неофициально, опасаясь преследований вопреки Конституции, но мы верим, что Вы не против верующих, в частности нашей группы, так как мы стоим за любовь, за справедливость и мир во всём мире…»
«Я предложил музыкантам два варианта, — вспоминает Баринов. — Первый заключался в том, что если мы уповаем на всемогущего Бога, то пойдём вместе до конца и поставим свои подписи под воззванием к правительству. Второй вариант давал возможность музыкантам уйти в сторону, а договариваться с властями в таком случае буду я один. Если договорюсь — мы начинаем играть концерты. Если нет — ответственность за всё понесу только я».
Кроме Баринова «Обращение» подписал только Сергей Тимохин.
Трек-лист
1. Увертюра
2. Небесный мир
3. Трубный голос
4. Кто повинен в делах тьмы?
5. Взгляни на Голгофу
6. Не пройди!
7. Прости меня
8. Слушай, мир
9. Братья и сёстры
10. Покайтесь!
11. Он идёт

## Заключение

### Преследования и заключение
«Уполномоченный по делам религии» (эта должность была учреждена в СССР для официальных контактов между советской властью и КГБ с одной стороны и религиозными общинами с другой) отказал им во встрече, после чего Баринов и Тимохин предприняли попытку встретиться с Брежневым — так же безуспешно.
Тогда, в середине 1983 года Баринов даёт сигнал западным радиостанциям и альбом «Второе пришествие» транслируется в эфире на коротких волнах. После этого Баринова арестовывают и помещают на короткое время в психиатрическую больницу, применяя к нему лечение как для буйных больных: насильственное введение нейролептиков (здоровому человеку, о чём прекрасно знали подконтрольные «органам» психиатры!) и другие пытки.
«Весь последующий процесс описать сложно, — вспоминает Тимохин. — Скорее всего, он напоминал детективный фильм про шпионов. Слежки, прослушивание телефонных разговоров, выпрыгивания из окон, постоянное фотонаблюдение, угрозы объявить „инакомыслящими“, бесконечные вызовы в военкомат и психоневрологический диспансер.» В этих условиях музыканты начинают готовить материал для следующего альбома, который, по их замыслу, должен был записываться в Финляндии. Для этого они планировали вдвоём перейти границу и вернуться обратно после записи альбома. Их арестовывают в самом начале осуществления этого плана на территории западной Карелии и предъявляют обвинение «в попытке пересечения государственной границы» (законно пересечь её они не могли как и большинство советских людей).
Во время суда Баринов объявляет, что их преследуют за религиозные убеждения, его осуждают на два с половиной, а Тимохина на два года в исправительных учреждениях. Оба музыканта, вспоминая годы заключения, говорят о том, что их отправили в тюрьму на верную смерть. «Фактически его бросили туда на уничтожение. В бараке ему переломали ребра, он совершенно доходил, — рассказывает Сева Новгородцев, принявший в те времена активное участие в судьбе Баринова. — Но Валерий — человек с колоссальной силой веры, умением понимать людей и общаться с ними. Кончилось это дело полным провалом Комитета: Валера не только выжил, но и обратил сокамерников в христианскую веру».

### Освобождение из заключения
Многие известные люди на Западе приняли самое горячее участие в судьбе заключённых. Это явилось темой переговоров между М. Горбачёвым и М. Тэтчер.
Сразу после освобождения, в ноябре 1987 года, Валерий Баринов, при содействии британского правительства и парламента, эмигрировал вместе с семьей в Англию. Следом за ним в пригород Лондона переехал Мати Кивистик. Сергей Надводский выбрал Париж. Оставшиеся участники «Трубного зова» написали программу «Москоу душа», совмещённую с балетом; программа была показана в телепередаче «600 секунд».
Уно Лоорис и Райво Таммоя по-прежнему живут в Эстонии. Сергей Тимохин стал настоятелем одной из протестантских церквей в Санкт-Петербурге.
В 1992 году оригинальный состав группы собрался в Лондоне и дал единственный концерт, посвящённый десятилетию выхода «Второго пришествия».